# درگیری ۱۴۰۲ ایران و پاکستان
درگیری ۱۴۰۲ ایران و پاکستان اشاره به حملات نظامی متقابل میان ایران و پاکستان در مناطق سیستان و بلوچستان دارد. پس از حمله ایران به پاکستان، جیش‌العدل، طی بیانیه‌ای از هدف قرار داده شدن منازل تعدادی از اعضای خود در حمله ایران خبر داد. همچنین پس از حمله پاکستان به ایران، ارتش آزادی‌بخش بلوچستان اعلام کرد در ایران هیچ مخفیگاهی ندارد و هیچ‌کدام از سرمچارهای خود در این حمله کشته نشده‌اند. طی این درگیری، برای دومین بار تجاوز نظامی یک کشور به خاک ایران پس از جنگ ایران و عراق صورت گرفت. ترکیه پیش از این در ۲۸ ژوئیه ۱۹۹۹ به مناطق مرزی پیرانشهر در ایران تجاوز کرده بود.

## پیش زمینه
مرز ۹۰۰ کیلومتری ایران و پاکستان دچار مسائل عدیده و چالش‌های گوناگونی بوده و آبستن قاچاق و فعالیت‌های تروریستی است. هر دو کشور همسایه یکدیگر را به پناه دادن به تروریست‌ها و اهمال و عدم انجام اقدامات کافی برای تضمین امنیت در مرزهای خود متهم می‌کنند. طی یک ماه پیش از وقوع این درگیری، تروریست‌ها ۲ بار حمله به پاسگاه‌های انتظامی در شهر راسک ترتیب داده و تعدادی از مرزبانان نیروی انتظامی ایران را کشته یا مجروح کرده بودند.

## حملات ایران به مواضعی در پاکستان
در ۱۶ ژانویه ۲۰۲۴، ایران یک سری حملات موشکی و پهپادی در استان بلوچستان پاکستان انجام داد و مدعی شد که گروه شبه نظامی جیش العدل را هدف قرار داده است.

## واکنش پاکستان
عملیات مرگ بر سرمچار (مرگ بر شورشیان) نام رمز حمله تلافی جویانه ای بود که پاکستان از طریق نیروی هوایی پاکستان علیه هفت هدف ارتش آزادی‌بخش بلوچستان و گروه‌های شبه نظامی جبهه آزادیبخش بلوچستان در ساعات اولیه ۱۸ ژانویه ۲۰۲۴ در استان سیستان و بلوچستان ایران انجام داد.